# Prinz-Alexander-Gebirge
Das Prinz-Alexander-Gebirge (englisch: Prince Alexander Range oder Prince Alexander Mountains) ist eine Bergkette in der Sandaun-Provinz und in der East Sepik Provinz von Papua-Neuguinea.
Der höchste Berg im Bereich ist der Mount Turu mit etwa 1000 Metern, der im östlichen Teil der Bergkette liegt. Das Torricelligebirge schließt sich im Westen an die Bergkette an. Im Norden fallen die Berge zum Pazifik ab, im Süden liegt das Sepik-Becken.
Zusammen mit dem Torricelligebirge und dem Bewani-Gebirge bildet das Prinz-Alexander-Gebirge die sog. North Coastal Range von Papua-Neuguinea.

## Ökologie
Der Teil des Gebirges unterhalb 1000 Metern Höhe gehört zur WWF-Ökoregion der Tropical and subtropical moist broadleaf forests, das sich auch über Teile der benachbarten Gebiete erstreckt.